# Kampfgeschwader 55
A Kampfgeschwader 55 "Greif" foi uma unidade de bombardeiros da Luftwaffe durante a Segunda Guerra Mundial tendo participado do primeiro ao último dia da guerra.

## Geschwaderkommodoren
| Comandante             | Data                                          |
| ---------------------- | --------------------------------------------- |
| GenMaj Wilhelm Süßmann | 1 de maio de 1939 - 6 de março de 1940        |
| Oberst Alois Stoeckl   | 7 de março de 1940 - 14 de agosto de 1940     |
| Obstlt Hans Korte      | 15 de agosto de 1940 - 31 de janeiro de 1941  |
| Obstlt Benno Kosch     | 1 de fevereiro de 1941 - 26 de agosto de 1942 |
| Obstlt Dr. Ernst Kühl  | 27 de agosto de 1942 - 7 de agosto de 1943    |
| Obstlt Wilhelm Antrup  | 8 de agosto de 1943 - 21 de novembro de 1944  |
| Major Richard Brunner  | 22 de novembro de 1944 - 8 de maio de 1945    |

## Stab
Formado em 1 de maio de 1939 em Gießen a partir do Stab/KG 155. O Stabsstaffel foi dispensado em 7 de março de 1942. Em 13 de novembro de 1944 foi redesignado Stab/kg(J)55.
Em março de 1945 foi ordenada a conversão para os novos Me 262A, mas nunca recebeu nenhum jato. Dispensado em 9 de abril de 1945.

## I. Gruppe

### Gruppenkommandeure
- Oberst Joseph Brunner, 1 de maio de 1939 - 2 de julho de 1939
- Maj Max Heyna, 3 de julho de 1939 - 10 de janeiro de 1940
- Maj Walter Marienfeld, 11 de janeiro de 1940 - 24 de junho de 1940
- Maj Joachim Roeber, 25 de junho de 1940 - 13 de fevereiro de 1941
- Hptm Otto Bodemeyer, 14 de fevereiro de 1941 - 9 de abril de 1941
- Maj Rudolf Kiel, 10 de abril de 1941 - 6 de janeiro de 1943
- Hptm Hans-Günther Nedden, 6 de janeiro de 1943 - 1 de maio de 1943
- Maj Walter Traub, 2 de maio de 1943 - 20 de outubro de 1943
- Maj Richard Brunner, 21 de outubro de 1943 - 7 de setembro de 1944
- Maj Joseph Schirmböck, 8 de setembro de 1944 - 8 de maio de 1945

Formado em 1 de maio de 1939 em Langendiebach a partir do I./kg 155 com:
- Stab I./KG55 a partir do Stab I./KG155
- 1./KG55 a partir do 1./KG155
- 2./KG55 a partir do 2./KG155
- 3./KG55 a partir do 3./KG155

Em 1 de maio de 1943 foi redesignado III./LG1 e movido para Barth:
- Stab I./KG55 se tornou Stab III./LG1
- 1./KG55 se tornou 7./LG1
- 2./KG55 se tornou 8./LG1
- 3./KG55 se tornou 9./LG1

Reformado na mesma dada em Stalino, a partir do KGrzbV.5:
- Stab I./KG55 a partir do Stab/KGrzbV 5
- 1./KG55 a partir do 1./KGrzbV 5
- 2./KG55 a partir do 2./KGrzbV 5
- 3./KG55 a partir do 3./KGrzbV 5

Em 13 de novembro de 1944 foi redesignado I./kg(J)55. Em março de 1945 foi ordenado a conversão para os Me 262A, mas nunca recebeu nenhum jato. Dispensado em 9 de abril de 1945.

## II. Gruppe

### Gruppenkommandeure
- Obstlt Otto von Lachemair, 1 de maio de 1939 - 27 de julho de 1940
- Maj Friedrich Kless, 28 de julho de 1940 - 27 de outubro de 1940
- Maj Hans-Joachim Gabriel, 28 de outubro de 1940 - 31 de março de 1941
- Maj Dr. Ernst Kühl, 31 de março de 1941 - 26 de agosto de 1942
- Maj Hans-Joachim Gabriel, 27 de agosto de 1942 - 20 de novembro de 1942
- Maj Heinz Höfer, 27 de novembro de 1942 - 2 de julho de 1944
- Maj Wilhelm Mylius, 3 de julho de 1944 - 29 de dezembro de 1944
- Maj Johannes Herrmann, 30 de dezembro de 1944 - 8 de maio de 1945

Formado em 1 de maio de 1939 em Gießen a partir do II./KG155 com:
- Stab II./KG55 a partir do Stab II./KG155
- 4./KG55 a partir do 4./KG155
- 5./KG55 a partir do 5./KG155
- 6./KG55 a partir do 6./KG155

Em 13 de novembro de 1944 foi redesignado II./kg(J)55. Em março de 1945 foi ordenado a conversão para os novos Me 262A, mas nunca recebeu nenhum jato. Dispensado em 9 de abril de 1945.

## III. Gruppe

### Gruppenkommandeure
- Major Hans Schemmell, 2 de dezembro de 1939 - 30 de setembro de 1940
- Hptm Heinrich Wittmer, 1 de outubro de 1940 - 1 de setembro de 1941
- Obstlt Hermann Freiherr von dem Bongart, 2 de setembro de 1941 - 7 de setembro de 1942
- Obstlt Wolfgang Queisner, 8 de setembro de 1942 - 5 de maio de 1943
- Major Wilhelm Antrup, 6 de maio de 1943 - 7 de agosto de 1943
- Major Fred Bollmann, 8 de agosto de 1943 - 30 de novembro de 1944
- Major Gerhard Schrödter, 1 de dezembro de 1944 - 8 de maio de 1945

Formado em 1 de dezembro de 1939 em Neudorf/Oppeln a partir de partes do I. e II./KG55 com:
- Stab III./KG55 novo
- 7./KG55 novo
- 8./KG55 novo
- 9./KG55 novo

Em fevereiro de 1943 o 9./KG55 começou a utilizar os novos Ju 88C-6 em suas missões e a partir de1 de junho de 1943 parte do 9./KG55 foi utilizado para a formação do 14.(Eis)/KG55.
No dia 13 de novembro de 1944 foi redesignado III./kg(J)55. Em março de 1945 foi ordenada a conversão para os novos Me 262A, mas nunca receberam nenhum jato. Foram dispensados em 9 de abril de 1945.

## IV. Gruppe

### Gruppenkommandeure
- Obstlt Joseph Schirmböck, 2 de agosto de 1940 - 31 de dezembro de 1940
- Hptm Rudolf Kiel, 1 de janeiro de 1941 - 10 de abril de 1941
- Obstlt Hermann Freiherr von dem Bongart, 10 de abril de 1941 - 1 de setembro de 1941
- Maj Herbert Furchtmann, 2 de setembro de 1941 - 2 de fevereiro de 1942
- Obstlt Hans-Carl von Linsingen, 3 de fevereiro de 1942 - 16 de janeiro de 1943
- Maj Richard Brunner, 17 de janeiro de 1943 - 15 de abril de 1943
- Maj Joseph Schirmböck, julho de 1943 - 31 de julho de 1944
- Hptm Egon Schmidt, 1 de agosto de 1944 - 20 de novembro de 1944

Formado em 1 de abril de 1940 em Ulm-Dornstadt como Ausbildungsstaffel/KG55. Foi dispensado em 10 de maio de 1940.
Acabou sendo reformado em 1 de agosto de 1940 em Chartres como sendo Ergänzungsstaffel/KG55 e no dia 1 de março de 1941 foi redesignado 10./KG55. O Stab IV./KG55 foi formado em 7 de março de 1941, seguido pelo 11./KG55 em 21 de março de 1941. O 12./KG55 foi formado em 7 de abril de 1941.
- Stab IV./KG55 novo
- 10./KG55 a partir do Erg.Sta./KG55
- 11./KG55 novo
- 12./KG55 novo

O 13./KG55 foi formado em 1 de março de 1944 em Gerdauen, e enviado para Neuhausen pouco tempo depois.
Em 20 de novembro de 1944 foi dispensado com:
- 12./KG55 se tornou 4./Erg.KGr(J)
- 13./KG55 se tornou 3./Erg.KGr(J)

## 14. (Eis)/KG55

### Staffelkapitäne
- Obstlt Mathias Bermadinger, 1 de junho de 1943 - 18 de fevereiro de 1944
- Hptm Franz Schmidt, 19 de fevereiro de 1944 - 8 de maio de 1945

Formado em 1 de junho de 1943 em Dnjepropetrowsk a partir de partes do 9.(Eis)/KG55. O seu staffel era independente, estando somente anexado ao KG55. Geralmente utilizava os Ju88C, mas também variantes do He 111. Foi dispensado em 27 de abril de 1945.